# Veľký Tribeč
Veľký Tribeč (829,6 m n. m.) je vrch na Slovensku v pohoří Tribeč. Jde o nejvyšší vrch celého
Tribeče, situovaný v jeho centrální části, nacházející se na rozhraní okresů Topoľčany
a Zlaté Moravce. Zároveň spadá do stejnojmenného geomorfologického podcelku.
Na vrcholu se nalézá travnatá plošina obklopená listnatými lesy, které omezují výhled. Pod vrcholem se nachází pravěké
hradiště Gýmeš.

## Přístup
- po červené turistické značce z obce Kostoľany pod Tribečom (242 m n. m.)
- po červené turistické značce z obce Zlatno (327 m n. m.)
- po modré turistické značce z obce Kovarce (162 m n. m.)
- po modré turistické značce z obce Solčany (175 m n. m.) – částečně chybí (2011)
- po zelené turistické značce z obce Skýcov (422 m n. m.) po hřebeni